# Celerena obiana
Celerena obiana là một loài bướm đêm trong họ Geometridae.